# Liste der Biografien/Puh
Liste der Biografien |
Portal Biografien |
Personensuche
# |
A |
B |
C |
D |
E |
F |
G |
H |
I |
J |
K |
L |
M |
N |
O |
P |
Q |
R |
S |
T |
U |
V |
W |
X |
Y |
Z |
?
 
Pa |
Pc |
Pe |
Pf |
Ph |
Pi |
Pj |
Pk |
Pl |
Pm |
Pn |
Po |
Pr |
Ps |
Pt |
Pu |
Pv |
Pw |
Py
 
Pua |
Pub |
Puc |
Pud |
Pue |
Puf |
Pug |
Puh |
Pui |
Puj |
Puk |
Pul |
Pum |
Pun |
Puo |
Pup |
Pur |
Pus |
Put |
Puu |
Puv |
Puy |
Puz
Die Liste der Biografien führt alle Personen auf, die in der deutschsprachigen Wikipedia einen Artikel haben. Dieses ist eine Teilliste mit 66 Einträgen von Personen, deren Namen mit den Buchstaben „Puh“ beginnt.

## Puh

### Puha
- Puha, Haupai (* 1985), neuseeländischer Dartspieler
- Puha, Petr (* 1975), tschechischer Schauspieler
- Puhakka, Janne (1995–2024), finnischer Eishockeyspieler
- Puhakka, Johanna (* 1993), finnische Schauspielerin
- Puhakka, Joona (* 1982), finnischer Wasserspringer
- Puhakka, Matti (1945–2021), finnischer Politiker (Sozialdemokratische Partei), Abgeordneter, Minister
- Puhakka, Mirja (* 1955), finnische Ski-Orientierungssportlerin
- Puhakka, Roope, finnischer Schauspieler
- Puhallo von Brlog, Paul (1856–1926), österreichischer Generaloberst
- Puhalo von Brlog, Michael (1818–1913), kroatischer Offizier der kaiserlichen österreichischen Armee
- Puhani, Andreas (* 1973), deutscher Dirigent
- Puharich, Andrija (1918–1995), US-amerikanischer Ufologe

### Puhi
- Puhiri, Terens (* 1996), indonesischer Fußballspieler
- Puhiwahine Te Rangi-hirawea, Rihi (1816–1906), Komponistin maorischer Lieder

### Puhk
- Puhk, Joakim (1888–1942), estnischer Unternehmer und Sportfunktionär
- Puhk, Voldemar (1891–1937), estnischer Geschäftsmann und Diplomat

### Puhl
- Puhl, Cathrin (* 1994), deutsche Rhythmische Sportgymnastin
- Puhl, Christoph (* 1976), österreichischer Spieleautor und Berater
- Puhl, Emil (1889–1962), deutscher Bankier und Vizepräsident der Deutschen Reichsbank
- Puhl, Hans (1907–1982), deutscher Diplomat und Landrat im Landkreis Zell (Mosel)
- Pühl, Harald (* 1947), deutscher Sozialpädagoge und Psychologe
- Puhl, Lucas (* 1992), deutscher Handballspieler
- Puhl, Meinhard (1942–2013), deutscher Jazz- und Fusion-Musiker (Kontrabass, E-Bass, Posaune), Arrangeur und Musikpädagoge
- Puhl, Reginald (1931–2017), deutscher Filmproduzent, Filmregisseur und Drehbuchautor
- Puhl, Sándor (1955–2021), ungarischer Fußballschiedsrichter
- Puhl, Stephan (1941–1997), deutscher Jurist
- Puhl, Thomas (* 1955), deutscher Rechtswissenschaftler
- Puhl, Widmar (* 1951), deutscher Autor
- Puhle, Hans-Jürgen (* 1940), deutscher Historiker, Politikwissenschaftler und Hochschullehrer
- Puhle, Matthias (* 1955), deutscher Historiker
- Puhle, Matthias (* 1985), deutscher Handballspieler
- Pühler, Alfred (* 1940), deutscher Mikrobiologe, Genetiker, Biotechnologe und Hochschullehrer
- Puhlfürst, Claudia (* 1963), deutsche Schriftstellerin
- Puhlmann, Albrecht (* 1955), deutscher Dramaturg und Intendant
- Puhlmann, Gustav (1840–1900), deutscher Homöopath
- Puhlmann, Hella (1936–2015), deutsche Opern- und Operettensängerin (lyrischer Sopran)
- Puhlmann, Patrick (* 1983), deutscher Politiker (SPD)Patrick Puhlmann (* 1983)

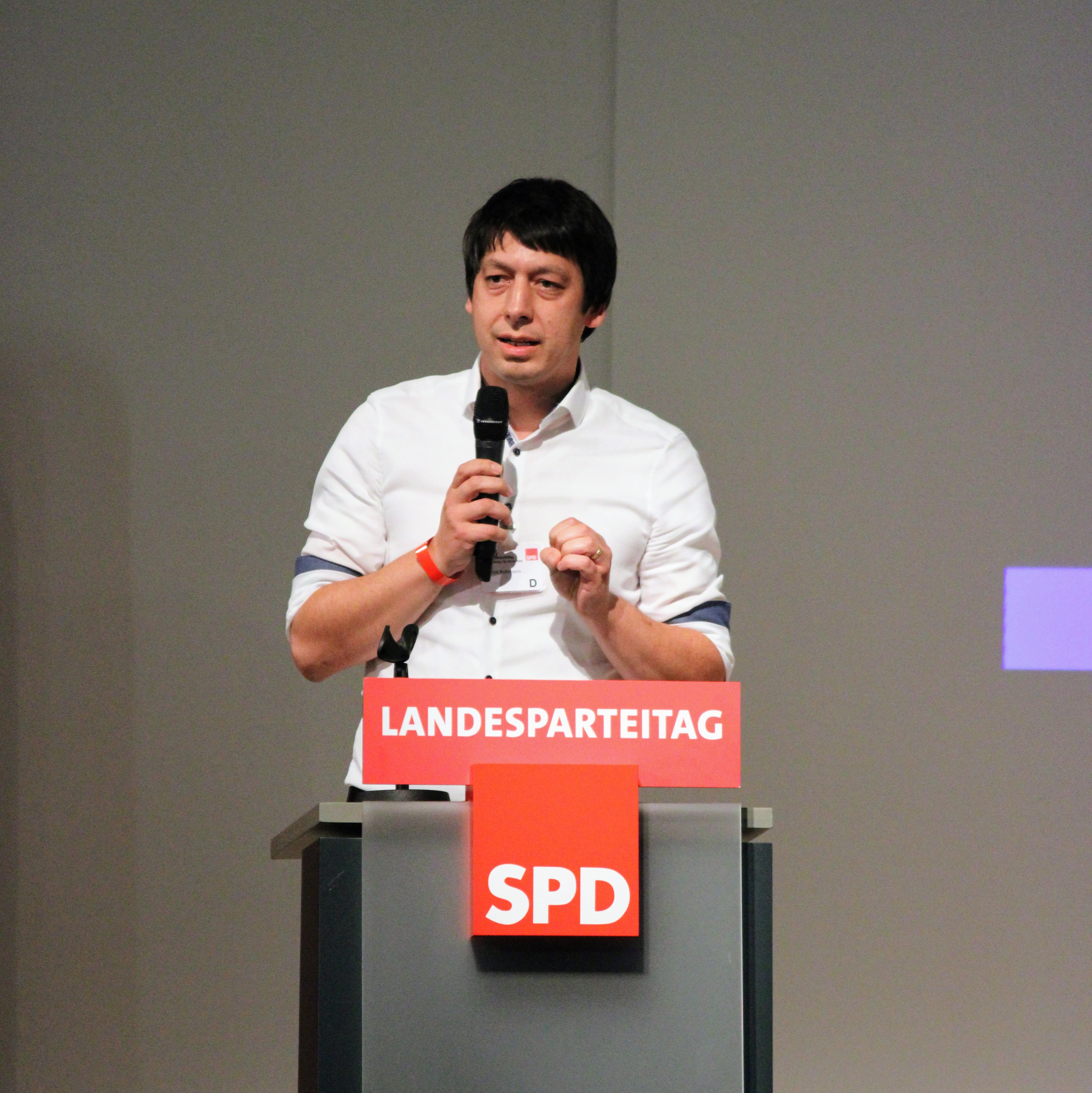
Patrick Puhlmann (* 1983)

- Puhlmann, Rico (1934–1996), deutscher Kinderdarsteller und Fotograf

### Puhm
- Puhm, Georg (* 1941), österreichischer Politiker (SPÖ), Landtagsabgeordneter im Burgenland

### Puhn
- Pühn, Ernst (1858–1920), deutscher Bankdirektor und Alpinist
- Pühn, Franklin (1925–2020), deutscher Künstler und Bildhauer
- Pühn, Hans (* 1943), deutscher Journalist und Autor
- Pühn, Theodor von (1829–1900), Bankdirektor

### Puho
- Puhonny, Ivo (1876–1940), deutscher Grafiker und Puppenspieler
- Puhonny, Victor (1838–1909), deutscher Landschaftsmaler
- Puhovski, Žarko (* 1946), jugoslawischer Philosoph, Professor für Politische Philosophie in Zagreb
- Puhowska, Olha (* 1942), sowjetische Steuerfrau im Rudern

### Puhr
- Puhr, Fridolin (1913–1957), österreichischer SS-Hauptsturmführer und Truppenarzt im KZ Dachau
- Puhr, Roland (1914–1964), deutscher SS-Mann im Vernichtungslager Sachsenhausen
- Puhrer, Alexander, österreichischer Opernsänger (Bariton)
- Pühringer, Ernst (* 1944), österreichischer Skilangläufer
- Pühringer, Franz (1906–1977), österreichischer Kulturjournalist, Lyriker und Dramatiker
- Pühringer, Josef (1910–1989), österreichischer Politiker (ÖVP), Landtagsabgeordneter
- Pühringer, Josef (* 1949), österreichischer Religionslehrer, Jurist und Politiker (ÖVP), Landeshauptmann von OberösterreichJosef Pühringer (* 1949)

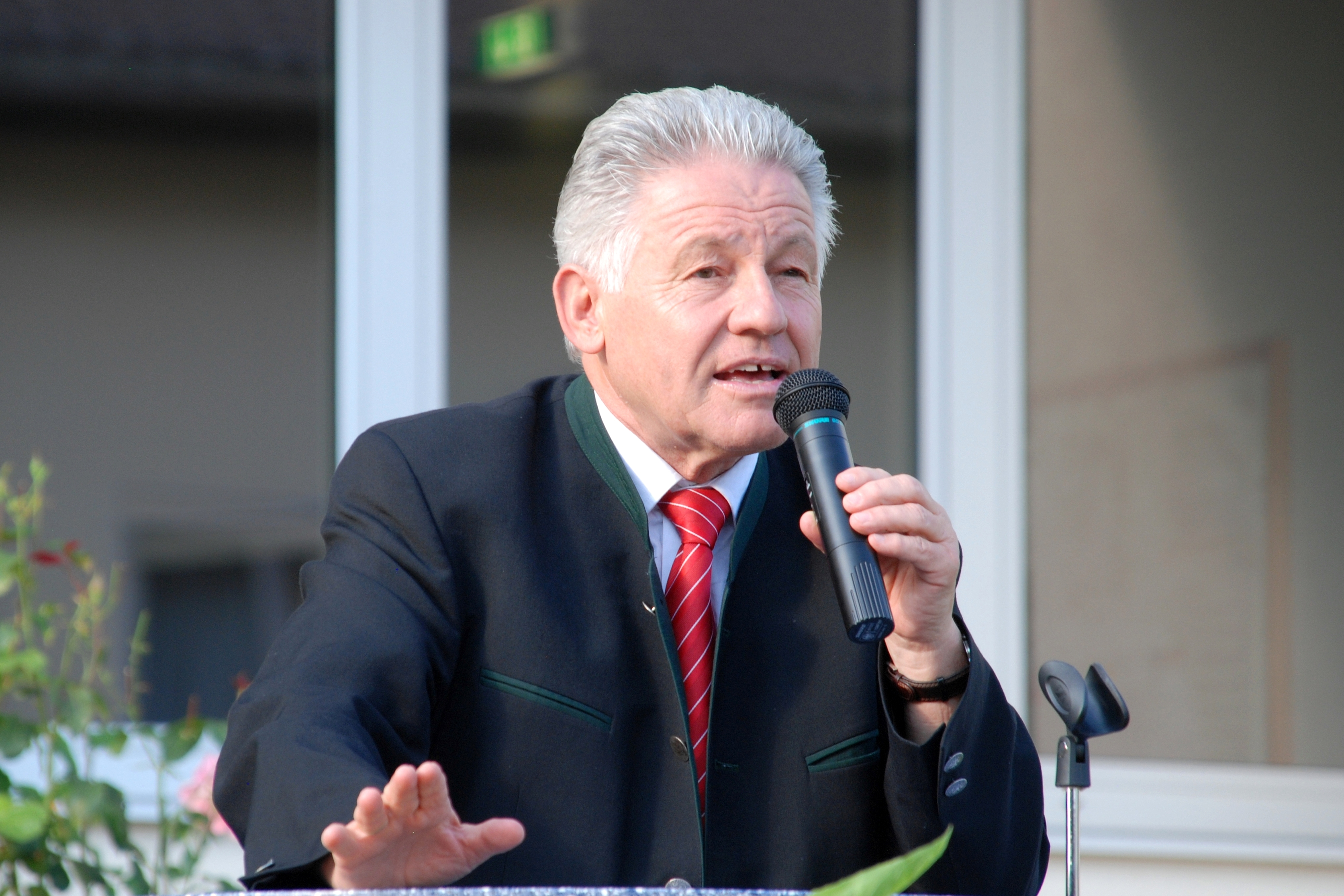
Josef Pühringer (* 1949)

- Pühringer, Judith (* 1976), österreichische Politikerin (Grüne), Landtagsabgeordnete
- Pühringer, Martina (* 1956), österreichische Politikerin (ÖVP), Landtagsabgeordnete
- Pühringer, Peter (* 1942), österreichischer Unternehmer, Fondsmanager
- Pühringer, Richard, österreichischer römisch-katholischer Priester
- Pühringer, Rudolf (1891–1969), österreichischer Kunsthistoriker
- Pühringer, Thomas (1941–2018), österreichischer Maler und Bildhauer
- Pühringer, Uta Barbara (* 1943), österreichische Politikerin (ÖVP), Landtagsabgeordneter, Mitglied des Bundesrates

### Puhs
- Pühse, Jens (* 1972), deutscher Politiker (NPD)
- Pühse, Uwe (* 1957), deutscher Sportwissenschaftler
- Puhst, Heinz (1930–2006), deutscher Politiker (SPD)

### Puhv
- Puhvel, Heino (1926–2001), estnischer Literaturwissenschaftler, Kritiker und Prosaist
- Puhvel, Jaan (* 1932), estnisch-amerikanischer Indogermanist